# Urzejowice (przystanek kolejowy)
Urzejowice – wąskotorowy przystanek osobowy Przeworskiej Kolei Dojazdowej w Urzejowicach, w gminie Przeworsk, w powiecie przeworskim, w województwie podkarpackim, w Polsce. 
Został otwarty 8 września 1904 roku razem z wąskotorową linią kolejową z Przeworska do Dynowa. W sezonie letnim obsługuje ruch turystyczny.